# Chaetodon andamanensis
Chaetodon andamanensis е вид бодлоперка от семейство Chaetodontidae.

## Разпространение и местообитание
Видът е разпространен в Бангладеш, Индия (Андамански и Никобарски острови), Индонезия, Малдиви, Мианмар, Тайланд и Шри Ланка.
Обитава крайбрежията на океани, морета и рифове. Среща се на дълбочина от 10 до 40 m.

## Описание
На дължина достигат до 15 cm.